# 4241-es mellékút (Magyarország)
A 4241-es számú mellékút egy 4,2 kilométer hosszú, négy számjegyű országos közút Békés vármegye területén; Békéscsaba egyik belső útja. A városhoz tartozó, egykor önálló Gerla községet (ma városrészt) köti össze Fényes városrésszel és a 44-es főúttal, érintve néhány kisebb jelentőségű, külterületi városrészt is.

## Nyomvonala
A 4239-es útból ágazik ki, annak a 4,300-as kilométerszelvényétől, kevéssel az út Holt-Körösön átívelő hídjának nyugati hídfője után; nyugati irányban pár lépésre ér véget innen a megyeszékhely Vandhátikertek nevű kertes városrésze, kelet felől, a holtág túlsó partján már Gerla településrész kezdődik. Az út dél felé indul, külterületek közt, ennek ellenére ezen a szakaszon települési neve is van: a Sikló utca nevet viseli. Később több kisebb irányváltása is van, ennek ellenére a fő iránya déli marad.
2,6 kilométer után eléri a Békéscsabai repülőtér térségét, de annak csak kisebb kiszolgáló létesítményei találhatók az út közelében, attól nyugatra, a reptér maga a 44-es főút felől érhető el. 3,3 kilométer után az út egészen megközelíti a Körös-holtágat, nagyjából a negyedik kilométeréig azzal párhuzamosan húzódik. Kicsivel ezután kiágazik belőle keletnek egy számozatlan önkormányzati út – ez híddal keresztezi a holtágat, majd Veszeikertek városrészbe vezet –, a 4241-es pedig egy nagyobb kanyarvétel után véget is ér, beletorkollva a 44-es főútba, annak 129. kilométerénél. A főútnak a csomóponttól keletre szintén egy kisebb hídja van, ami után már Fényes városrész északi széle mellett húzódik.
Teljes hossza, az országos közutak térképes nyilvántartását szolgáló kira.gov.hu adatbázisa szerint 4,197 kilométer.

## Települések az út mentén
- Békéscsaba

## Története
Az 1990-es években a délszláv háború miatt ugrásszerűen megnőtt a közúti áruszállítás a 44-es főúton, gyulai határkimenettel. Tekintettel a főút terheltségére, az elkerülőutak és gyorsforgalmi utak hiányára, továbbá a gyulai határátkelőhely akkori kis áteresztőképességére, a rendőrség a teherautókat kilépő irányban sokszor a 44-es főút helyett a kis forgalmú 4241-es útra terelte, és a 44-es út csatlakozása előtt sorakoztatta fel, hogy ne zavarják a főút forgalmát. Ez esetenként akár 100 nyergesvontatót is jelenthetett.